# Zuidbarge
Zuidbarge est un ancien village situé dans la commune néerlandaise d'Emmen, dans la province de Drenthe. Le village est désormais intégré dans l'agglomération de la ville d'Emmen, et considéré comme un petit quartier de celle-ci.